# VMF-155
Le Marine Fighting Squadron 155 (VMF-155) était un escadron de chasse du Corps des Marines des États-Unis pendant la Seconde Guerre mondiale. Pendant la guerre, ils ont piloté le SBC Helldiver et, après reconstitution en 1943, le F4F Wildcat. Plus tard dans la guerre, l'escadron a également piloté le F4U Corsair. L'un des pilotes de l'escadron qui s'est distingué plus tard dans sa carrière est le lieutenant John Glenn. L'escadron, également connu sous le nom de « Ready Teddy », a été désactivé peu après la guerre et est toujours inactif,,.